# Iowa City
Iowa City is een plaats (city) in het oosten van de Amerikaanse staat Iowa. Bestuurlijk gezien valt de stad onder Johnson County, waarvan het de hoofdstad is.
Iowa City is een UNESCO City of Literature.

## Geschiedenis
Iowa City was de eerste hoofdstad van Iowa, dat eind 1846 een staat werd. Sinds 1857 vervult Des Moines deze functie. Het Iowa Old Capitol Building is echter in Iowa City nog steeds een prominent gebouw.
De University of Iowa is sinds 1847 in Iowa City gevestigd.

## Demografie
Iowa City is qua inwonertal de zesde stad van Iowa. Bij de volkstelling in 2000 werd het aantal inwoners vastgesteld op 62.220.
In 2006 is het aantal inwoners door het United States Census Bureau geschat op 62.649, een stijging van 429 (0,7%).

## Geografie
Volgens het United States Census Bureau beslaat de plaats een oppervlakte van 63,3 km², waarvan 62,6 km² land en 0,7 km² water. Iowa City vormt een stedelijk gebied met Coralville en een aantal voorsteden.

## Geboren in Iowa City
- Allan Sandage (1926-2010), astronoom
- Phyllis Somerville (1943-2020), actrice
- Phil Morris (1959), acteur en scenarioschrijver
- Caitlin Dulany (1967), actrice
- Nate Ruess (1982), singer-songwriter

## Plaatsen in de nabije omgeving
De onderstaande figuur toont nabijgelegen plaatsen in een straal van 16 km rond Iowa City.